# Neoferdina japonica
Neoferdina japonica är en sjöstjärneart som beskrevs av Oguro och Misaki 1986. Neoferdina japonica ingår i släktet Neoferdina och familjen Ophidiasteridae. Inga underarter finns listade i Catalogue of Life.